# Hortobágy (folyó, Magyarország)

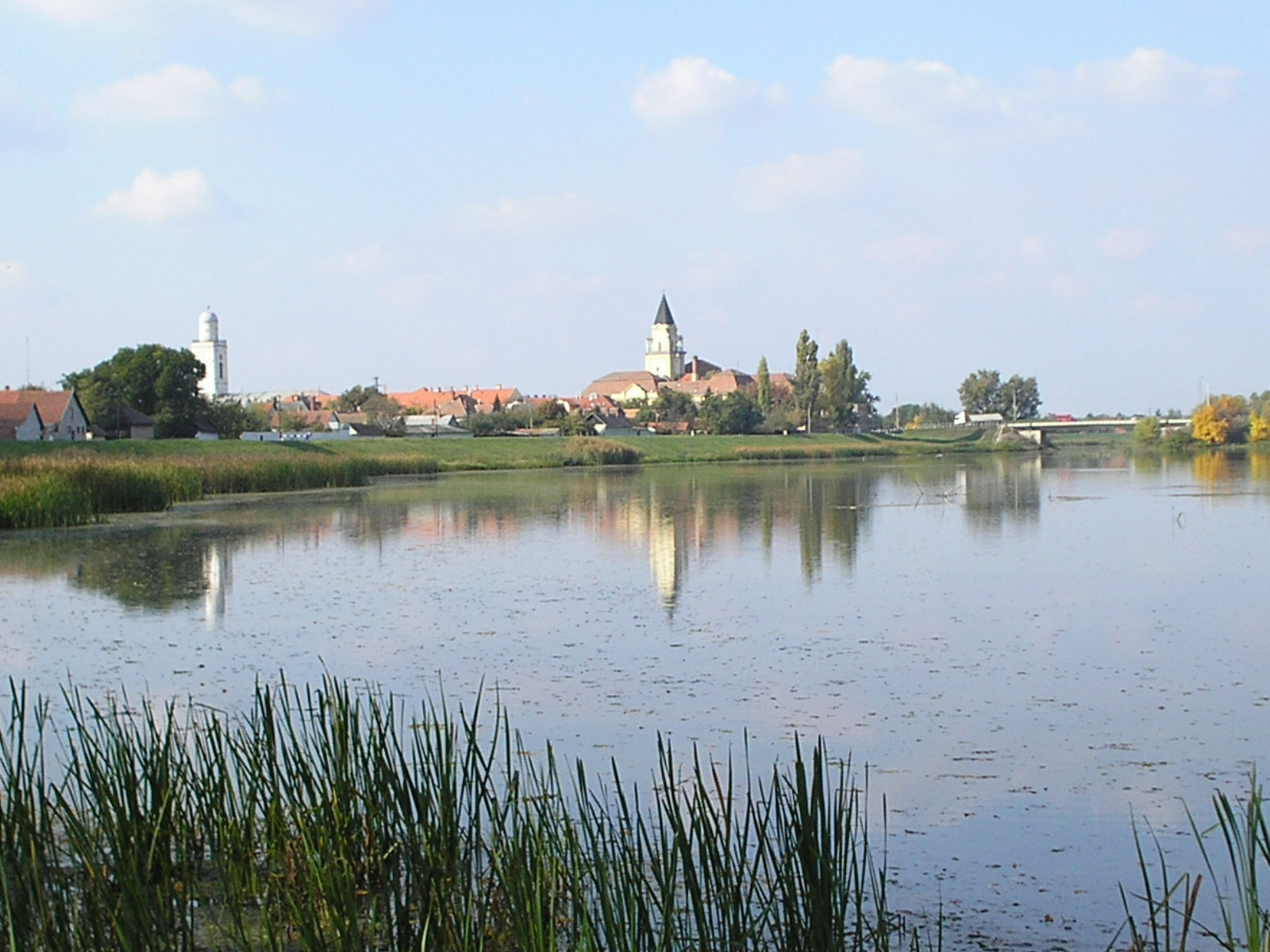
A Hortobágy folyó alsó szakasza Mezőtúrnál

A Hortobágy folyó a Hortobágy legfontosabb vízfolyása, teljes hossza 167,3 km. Balmazújváros határában ered, végül a Hármas-Körös folyóba torkollik. A torkolat Mezőtúrtól 7 km-re délre található, ha a távolságot a város egyetlen a Hortobágy folyó felett átívelő közúti hídjától számítjuk.

## Történelem

### Nevének eredete
A Hortobágy a régi időkben a Körösök és a Tisza árterületéhez tartozott. A visszavonuló vizeket és a csapadékot a fokok vezették le. Ilyenek voltak a Hort és a Bágy is.

### Az ősmeder
Az egykori Hortobágy vize a Polgár mellett található Vörös-mocsár déli túlfolyójaként indult vadregényes útjára a pusztán, és valaha Püspökladány és Karcag között Ágotánál veszett bele a Nagy-Sárrét mocsaraiba. Eredeti állapotában igen lassan mozgó, mocsaras vízfolyás volt.

### Kialakulása
Régebben a Tisza az Érmelléken haladt a Körösök völgye felé, tehát nem a ma ismert medrében. Jobb oldali mellékfolyói a Hernád és a Sajó a mai Hortobágy-pusztán keresztül folytak és csak a Körösök táján ömlöttek a Tiszába, amely csak mintegy 5000–2500 évvel ezelőtt foglalta el mai medrét, miután az Alföldnek ez a része gyorsabban kezdett süllyedni a többinél, ezzel azonban keresztbevágta az akkori Hernád- és Sajó-medreket, mintegy lefejezve azokat. Szaknyelven ezt a jelenséget kaptúrának nevezik. A Tisza az új medrében igen komótosan folyt, esése mindössze 3,8 cm volt kilométerenként, vízszintje viszont átlagosan körülbelül 10 métert ingadozott a legmagasabb és a legalacsonyabb vízállás között.Így szinte minden évben kiáradt, így a Hortobágy legnagyobb része víz alá került.
Természetesen a környezetüknél mélyebb egykori mederszakaszok teltek meg leghamarabb és minthogy lejtésük még megvolt, rajtuk keresztül folytak le az árvizek a Kőrös-völgy felé. A leghosszabb összefüggő szakaszukban szinte mindig folyt a víz, s a nép ezt nevezte Hortobágynak egészen a Berettyó-torkolatig. Miután egy árterület vizeit gyűjtötte össze, a Hortobágy sem volt gyors folyású, a puszta észak–déli tengelyében lassan kanyarogva haladt. Korabeli beszámolók szerint, ha a Berettyó–Körös-vízrendszereken az árvizek később érkeztek és magasabbak voltak, a Hortobágy képes volt visszafelé is folyni.
A folyó életébe gyökeres változást hozott a Tisza szabályozása. Az éltető áradások elmaradása, a kanyarulatok átvágása, a meder kikotrása szinte egyszerű belvízlevezető csatornává degradálta, amelynek vízminősége sokszor kifogásolható. A Hortobágyi Nemzeti Park Igazgatóságnak egyik legfontosabb feladata, hogy minden lehetőséget megragadjon a Hortobágy folyó rehabilitációjához.
Az 1970-es évek óta medre mélyített, a nagyobb kanyarulatokat kiegyenesítették, ezzel folyása felgyorsult. Napjainkra a Hortobágy már csak részben természetes képződménnyé vált, és a folyó nagy része természetvédelmi területen halad.

## Malmok a Hortobágy folyó vidékén

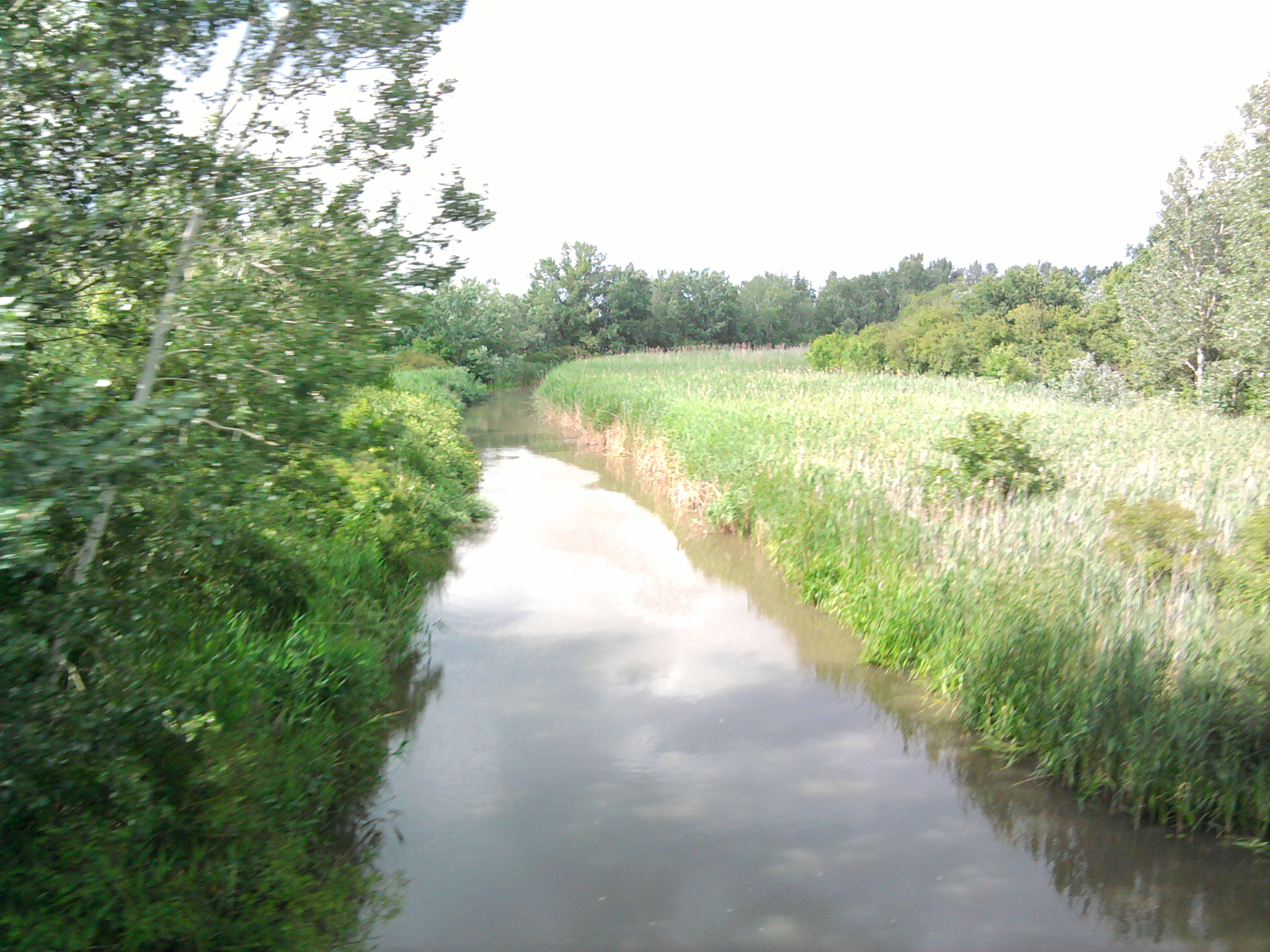
A folyó a Hortobágy község melletti vasúti hídról fotózva

Malomháza: Ez a pusztarész nevét a hajdan itt működő malmok – három is volt belőlük – után kapta. A debreceni gazdák nagyhegyesi, elepi szántóin termett búzáját őrölték itt a malmok a 17–18. században, de a nehezen kiszámítható Hortobágy folyó áradásai gyakran megrongálták az egyszerű épületeket. Végül az 1840-es években lebontották őket.

## Élővilág

### Flóra
Növényvilága szegényes, két partján nád és gyékény található, közte csalán és fekete nadálytő tenyészik. A nyílt vízen a vízitök sárga, és a tavirózsa fehér virágai nyílnak, továbbá a páfrányfélékhez tartozó rucaöröm és rovarevő sárga virágú rence is képviselteti magát. Fehér tündérrózsával (nymphaea alba), vízitökkel (nuphar lutea) sűrűbben lehetett találkozni akkoriban, amikor még a folyó az ősmederben haladt.

### Fauna

#### Halak

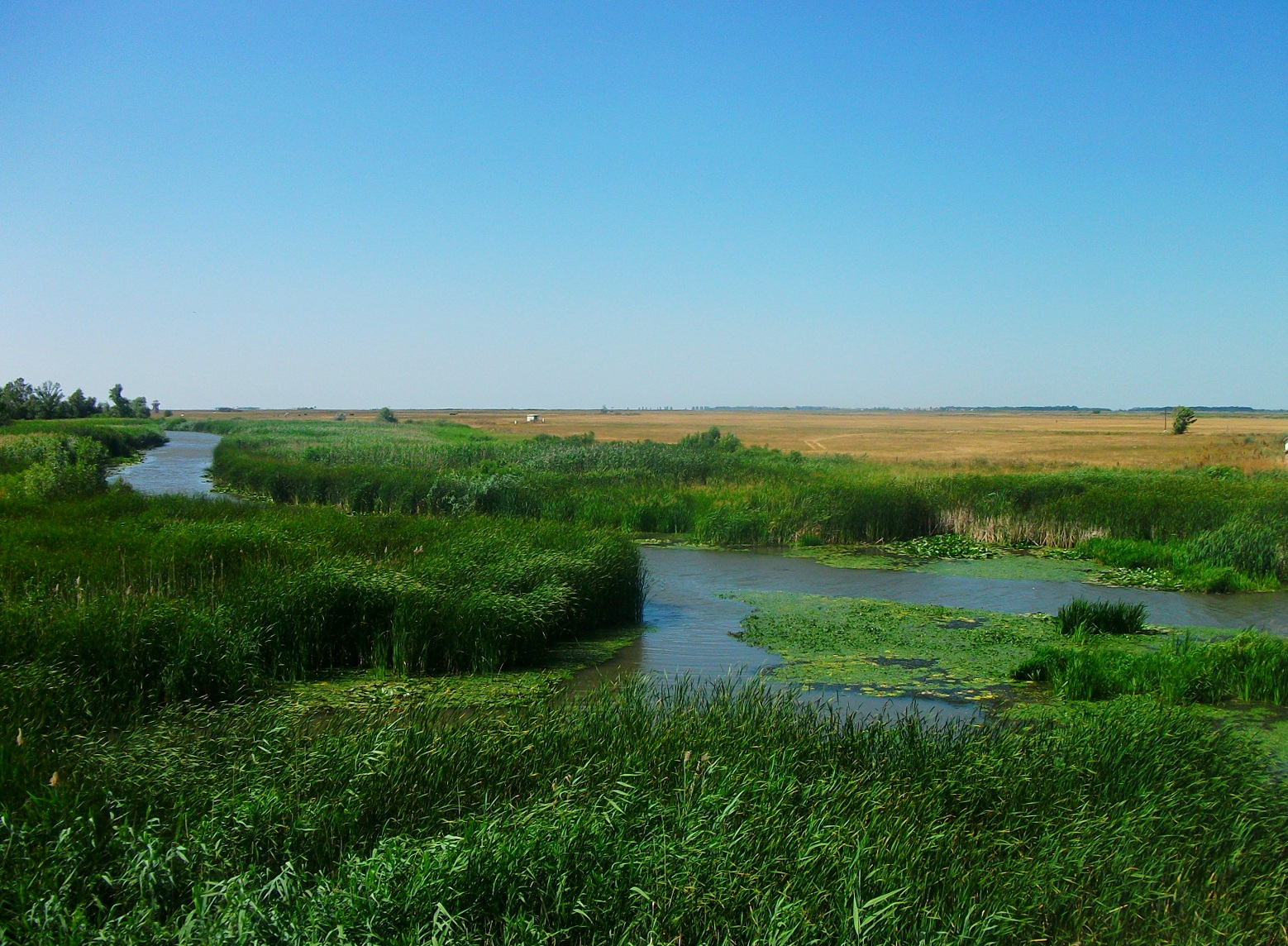
Nyár a Hortobágy folyón

A leggyakoribb hal a nyurga-ponty és a csuka, de előfordul itt kárász, dévérkeszeg, bodorka, küsz, amur, süllő, balin, sügér, angolna, kősüllő, domolykó és az egyre ritkább compó is, és olykor lehet még találkozni folyami- és törpeharcsával is. Tehát halban bővelkedő folyóról van szó.

#### Kétéltűek
A folyó kétéltűekben igen gazdag. Gyakori a kecskebéka és az unka, a part menti fűzfákon gyakran találkozni zöld levelibékával is. Ezek az állatok a part menti növényeken és a víz felett található rovarokat fogyasztják.

#### Hüllők
Ha szerencsénk van, megpillanthatjuk a vízisiklót, amint az egyik partról a másikra úszik át. Már kora tavasszal találkozhatunk a nádcsomókon sütkérező teknősökkel.

#### Rovarok
A szitakötők irigylésre méltó könnyedséggel libbennek egyik nádszálról a másikra.